# María Isabel Urrutia
María Isabel Urrutia Ocoró (ur. 25 marca 1965 w Candelarii) – kolumbijska lekkoatletka, sztangistka oraz polityk. Złota medalistka olimpijska z Sydney.
Zawody w 2000 były jej drugimi igrzyskami olimpijskimi. Debiutowała w 1988 w Seulu, startowała wtedy w konkurencjach lekkoatletycznych: pchnięciu kulą i rzucie dyskiem. W 2000 zwyciężyła w podnoszeniu ciężarów, w wadze do 75 kg – jej medal był historycznym, pierwszym złotym medalem olimpijskim zdobytym przez kolumbijskiego sportowca. W tej dyscyplinie zdobyła szereg medali mistrzostw świata: dwukrotnie złoto (1990 i 1994), czterokrotnie srebro (1989, 1991, 1995 i 1997) oraz brąz w 1996 i 1998. Zasiadała w kolumbijskim kongresie w latach 2002–2010.